# Mikoian-Gurévitx
Mikoian-Gurévitx (rus: Микоян и Гуревич (МиГ, MiG), avui: Rossískaia samiolotostroïtelnaia korporàtsia (RSK) "MiG"; en català: Corporació russa de construcció d'avions "MiG"; rus: Росси́йская самолётострои́тельная корпора́ция (РСК) "МиГ") és un fabricant rus (anteriorment soviètic) d'avions militars. La companyia està especialitzada en el desenvolupament i producció d'avions de combat.

## Nom i història
Mikoian-Gurévitx va ser creat originalment com a departament de desenvolupament a l'oficina de disseny de Nikolai Polikàrpov a finals dels anys trenta. El 25 de desembre de 1939, aquesta oficina va ser clausurada per decret del govern i reallotjada, sota la direcció de l'armeni Artiom Mikoian i l'ucraïnès Mikhaïl Gurévitx i el nom OKO-1 a les instal·lacions de la fàbrica d'avions número 1 de Moscou.
La producció massiva del primer avió, el MiG-1, va començar el 1941 i es va traslladar a Kúibixev (actualment Samara) a l'octubre del mateix any, a causa de l'amenaça que representava a Moscou la proximitat de les tropes alemanyes. Al març de 1942, el gabinet de disseny es va separar de la fàbrica i es va traslladar a Moscou. Al mateix temps, va rebre la designació OKB-155 MiG. L'abreviatura MiG significa "Mikoian i Gurévitx", atès que, en rus, i és la mateixa conjunció copulativa que en català. Al mateix temps, l'acrònim MiG també és un joc de paraules: la paraula russa "mig" (миг) vol dir "instant" o "moment".
Amb el final de la guerra, i la recuperació de treballs i tècnics alemanys a través del Departament 7, va poder començar finalment el treball sobre la propulsió a reacció. Un nou avió MiG, que seria produït de forma massiva, és l'I-300, que entraria en servei a la Força Aèria Soviètica sota la designació de MiG-9. El projecte I-270, que es basava en la propulsió per motor de coet, fou abandonat ràpidament, car aquest mode de propulsió només oferia autonomies molt reduïdes. Els motors soviètics derivats de la tecnologia alemanya amb compressors de flux axial encara eren massa poc fiables i potents. El problema se solucionà amb la compra de motors Rolls-Royce Derwent i Rolls-Royce Nene al Regne Unit, dotats de compressors centrífugs, més simples de produir. Aquests motors foren copiats, en un procés d'enginyeria inversa, i millorats per l'oficina d'estudis de Vladímir Klímov. Ultra la remotorització del MiG-9, a l'oficina de disseny Mikoian es treballava amb dues versions d'un avió de combat Rolls-Royce Nene, la primera d'elles l'I-320, amb codi "FN", era un caça MiG-9 amb ales rectes, equipat amb un nou motor; el segon esquema, més avançat, amb una disposició axisimètrica del motor a la part del darrere del fuselatge i ales en fletxa. El projecte es va batejar com a I-310 i va rebre el codi "S". Posteriorment, aquest caça va ser designat com a MiG-15 i es va convertir en l'avió a reacció més fabricat de la història de la construcció d'aeronaus. Aquest avió seria posteriorment revisat per a corregir-ne els defectes, i donaria lloc a l'I-330 o SI, més conegut amb el nom de MiG-17. Aquests èxits situaren l'OKB 155 al capdavant de la indústria aeronàutica de caces del país. Tot i això alguns projectes no tingueren èxit, com ara el birreactor I-320.
Mentre la divisió d'estudis de caces, dirigida per Anatoli Brunov, s'emportà aquests èxits, Mikhaïl Gurévitx, que dirigia la divisió OKB-155-1, dugué a terme l'estudi d'enginys no tripulats, que es convertirien en els primers míssils de la Unió Soviètica. Implantat a la fàbrica 256 de Dubnà, assistit per Aleksandr Berezniak entre d'altres, va desenvolupar la bomba volant KS-1 Komet, destinada a atacar els vaixells, després d'haver estat llançada per un Túpolev Tu-4 o un Túpolev Tu-16 modificat. Aquests míssils estaven construïts com a petits caces no tripulats, que eren guiats al seu objectiu per un feix d'ona de ràdio emès pel llançador i, finalment, per un cercador de radar. Després del KS, Gurévitx desenvolupà el K-10 que, a més d'una major càrrega militar i autonomia, tenia l'avantatge de ser supersònic. Un altre treball comportaria la creació del K-20, el míssil del qual, Kh-20, pot ser equipat amb una ogiva nuclear i el K-22, propulsat per un motor de coets.
En el camp dels caces, la barrera a franquejar era la barrera del so. Es van endegar un total de tres projectes. El primer, l'avió M o I-350 basat en el motor Liulka TP-3 A, va fallar a causa de dificultats per desenvolupar el seu motor. D'altra banda, l'SM-1 o l'I-340, i després la seva versió modificada SM-2 o I-360, en introduir un timó de profunditat monobloc, i basant-se en dos nous motors de flux axial Mikulin AM-9, donaren lloc al futur MiG-19. Aquest nou avió, capaç d'arribar al nivell de Mach 1,3 serà produït per les fàbriques número 21 i 153 fins a atènyer les 1890 unitats. Experimentarà un èxit i longevitat més importants en la seva versió produïda sota llicència a la Xina. Un derivat monomotor, l'I-3 quedarà en estat de prototip. El següent repte de l'oficina de disseny era arribar a la velocitat de Mach 2, per a la qual cosa s'exploraren dues vies: l'ala en fletxa i l'ala en delta. Finalment, fou aquesta última la que s'imposà amb el prototip Iermolàiev Ie-6, que es convertiria en el MiG-21, el caça supersònic a reacció més produït del món. Paral·lelament, per anar encara més lluny en el camp de la velocitat, es creà una família de caces més pesats, destinats a servir al sistema d'intercepció Uragan. Es començà amb l'I-7 de 1956, després amb l'I-75 de 1958, que utilitzava el gran motor Liulka AL-7F. Aquest mateix any aparegué el Ie-150, que introduí el motor Tumanski R-15. Fou seguit pel Ie-152 el 1959, i finalment pel bireactor Ie-155, que seria produït en massa amb el nom de MiG-25. L'oficina de disseny MiG és coneguda a tot el món per haver dissenyat l'avió de combat MiG-29 (popularitzat en moltes pel·lícules d'acció de Hollywood), però especialment per l'interceptor MiG-31, l'avió de caça més ràpid del món, amb una velocitat màxima de Mach 2,65 (3.250 km/h), el primer vol del qual data del 1975 i continua en servei a la Força Aèria Russa.
El 2006, el Govern de Rússia fusionà el 100% de les accions de Mikoian amb Iliuixin, Irkut, Sukhoi, Túpolev i Iàkovlev per crear una nova companyia, anomenada OAK, sigles de Obiediniónnaia Aviastroïtelnaia Korporàtsia (rus: Объединённая Авиастрои́тельная Корпора́ция), on Mikoian i Sukhoi van ser col·locades dins de la mateixa unitat operativa.

## Producció

### Caces i caces bombarders
- MiG I-200, produït en sèrie sota la designació de MiG-1 i MiG-3
- MiG IP-210
- Mikoian-Gurévitx DIS o MiG-5
- MiG-7
- MiG I-210, de vegades anomenat MiG-9
- MiG I-220 o MiG-11
- MiG I-230
- MiG I-250 o MiG-13
- MiG I-270
- MiG-8
- MiG I-300 produït en sèrie sota la designació de MiG-9
- MiG I-310 produït en sèrie sota la designació de MiG-15
- MiG I-320
- MiG I-330 produït en sèrie sota la designació de MiG-17
- MiG I-360 produït en sèrie sota la designació de MiG-19
- MiG I-350
- MiG I-380
- MiG I-410
- MiG I-420
- MiG-19
- MiG-21
- MiG-23
- MiG-25
- MiG-27
- MiG-29
- MiG-29M (MiG-33)
- MiG-31, "Foxhound", 1983
- MiG-33
- MiG-1.44
- MiG-35

### Avions experimentals
- MiG I-3
- MiG I-7
- MiG-110
- MiG-AT
- MiG-35
- MiG-105
- MiG-I-2000

### Míssils
L'OKB MiG, a través de la seva divisió de míssils, l'OKB-155-1, dirigida per Mikhaïl Gurévitx, que esdevindria l'MKB Ràduga, el març de 1957, participà en graus diversos en la concepció de diversos míssils soviètics, com ara:
- la sèrie de bombes volants Kometa, amb les:
  - Ràduga KS-1 Komet, coneguda amb el codi OTAN AS-1 Kennel en l'Occident
  - Ràduga K-10, codi OTAN AS-2 Kipper
- Ràduga Kh-20, codi OTAN AS-3 Kangaroo
- Ràduga K-9, codi OTAN AA-4 Awl